# Елтвиле на Рајни
Елтвиле ам Рајн (њем. Eltville am Rhein) град је у њемачкој савезној држави Хесен. Једно је од 17 општинских средишта округа Рајнгау-Таунус. Према процјени из 2010. у граду је живјело 17.333 становника. Посједује регионалну шифру (AGS) 6439003.

## Географски и демографски подаци
Елтвиле ам Рајн се налази у савезној држави Хесен у округу Рајнгау-Таунус. Град се налази на надморској висини од 95 метара. Површина општине износи 46,8 km². У самом граду је, према процјени из 2010. године, живјело 17.333 становника. Просјечна густина становништва износи 371 становника/km².

## Међународна сарадња
| Мјесто   | Држава    | Врста сарадње | Од    |
| -------- | --------- | ------------- | ----- |
| Пасињано | Италија   | партнерство   | 2006. |
|          | Француска | партнерство   | 1965. |
| Арзан    | Француска | партнерство   | 1963. |
| Извор    |           |               |       |